# Підсилювальний каскад зі спільною базою

Підсилювальний каскад за схемою зі спільною базою на основі npn-транзистора

Підси́лювальний каска́д зі спі́льною ба́зою (СБ) — одна з трьох типових схем побудови електронних підсилювачів на основі біполярного транзистора. Характеризується відсутністю підсилення по струму (коефіцієнт передачі близький до одиниці, але менше одиниці), високим коефіцієнтом підсилення по напрузі і помірним (в порівнянні зі схемою зі спільним емітером) коефіцієнтом підсилення по потужності. Вхідний сигнал подається на емітер, а вихідний знімається з колектора. При цьому вхідний опір дуже малий, а вихідний — великий. Фази вхідного і вихідного сигналу збігаються.
Особливістю схеми зі спільною базою є мінімальний серед трьох типових схем підсилювачів «паразитний» зворотний зв'язок з виходу на вхід через конструктивні елементи транзистора. Тому схема зі спільною базою найчастіше використовується для побудови високочастотних підсилювачів, особливо поблизу верхньої границі робочого діапазону частот транзистора.
- Коефіцієнт підсилення по струмі: Iвих/Iвх=Iк/Iе=α [α<1]
- Вхідний опір Rвх=Uвх/Iвх=Uбе/Iе.

Вхідний опір для схеми зі спільною базой малий і не перевищує 100 Ом для малопотужних транзисторів, оскільки вхідний ланцюг транзистора при цьому є відкритим емітерним переходом транзистора.
Переваги:
- Гарні температурні та частотні властивості
- Висока допустима напруга

Недоліки
- Мале підсилення по струму, оскільки α < 1
- Малий вхідний опір
- Два різні джерела напруги для живлення